# Vuelta Ciclista del Uruguay 1963
La 20.ª edición de la Vuelta Ciclista del Uruguay se disputó entre el 6 y el 14 de abril de 1963. 
El recorrido original de la carrera fue modificado y no se pudo llegar a Melo y Tacuarembó por inundaciones sufridas en esos días. Además la etapa Durazno-Mercedes se le recortó 10 km debido a que el Paso de la Cordobesa, en la ruta 14 sobre el arroyo Maciel estaba crecido, debiendo cruzar el mencionado arroyo a bordo de un tren por el puente ferroviario.
La carrera fue ganada por Walter Moyano, y su club el Punta del Este copó los primeros lugares de la general, siendo Ricardo Vázquez 2.º y René Deceja 4.º. Tercero se ubicó Dardo Sánchez del Yale. El triunfo de Moyano fue el tercero que logró logrando en esta edición igualar las victorias de Atilio François.

## Etapas
| Etapa | Fecha       | Recorrido            | km    | Ganador (equipo)                        |
| 1.ª   | 6 de abril  | Montevideo-Rocha     | 197   | Walter Moyano (Punta del Este)          |
| 2.ª   | 7 de abril  | Rocha-Treinta y Tres | 176,7 | Waldemar Arballo (Olimpia)              |
| 3.ª   | 8 de abril  | Treinta y Tres-Minas | 179,7 | Rodolfo Villanueva (Olimpia)            |
| 4.ª   | 9 de abril  | Minas-Florida        | 179,9 | Jorge Juckich (Unión Ciclista Maragata) |
| 5.ª   | 10 de abril | Florida-Durazno      | 93,6  | Carlos Passadore (Olimpia)              |
| 6.ª   | 11 de abril | Durazno-Mercedes     | 188   | Carlos Cuesta (Atenas de Mercedes)      |
| 7.ª   | 12 de abril | Mercedes-Paysandú    | 162   | Giuseppe Sunseri (Italia)               |
| 8.ª   | 13 de abril | Paysandú-Trinidad    | 199   | Ricardo Vázquez (Punta del Este)        |
| 9.ª   | 14 de abril | Trinidad-Montevideo  | 179,1 | Rodolfo Villanueva (Olimpia)            |

### Clasificación individual
| Pos. | Ciclista         | Equipo                  | Tiempo           |
| ---- | ---------------- | ----------------------- | ---------------- |
| 1.º  | Walter Moyano    | Punta del Este          | 43 h 50 min 31 s |
| 2.º  | Ricardo Vázquez  | Punta del Este          | a 1 min 01 s     |
| 3.º  | Dardo Sánchez    | Yale de Florida         | a 5 min 02 s     |
| 4.º  | René Deceja      | Punta del Este          | a 6 min 17 s     |
| 5.º  | Giuseppe Sunseri | Italia                  | a 7 min 33 s     |
| 6.º  | René Mesón       | Nacional                | a 8 min 23 s     |
| 7.º  | Jorge Juckich    | Unión Ciclista Maragata | a 9 min 22 s     |
| 8.º  | Héctor Jaureguy  | Audax de Flores         | a 10 min 11 s    |
| 9.º  | Carlos Cuesta    | Atenas de Mercedes      | a 14 min 18 s    |
| 10.º | Luis Quiabazza   | Federación de Colonia   | a 21 min 19 s    |

### Clasificación por equipos
| Pos. | Equipo                       | Tiempo            |
| ---- | ---------------------------- | ----------------- |
| 1.º  | Club Ciclista Punta del Este | 131 h 35 min 51 s |
| 2.º  | Club Atlético Olimpia        | a 1 h 50 min 31 s |
| 3.º  | Club Nacional de Fútbol      | a 3 h 03 min 29 s |